# Gregory Scarpa Jr.
Gregory J. Scarpa Jr. (Brooklyn, 4 agosto 1951) è un mafioso statunitense, caporegime della famiglia Colombo, oltre che informatore del governo. Figlio del sicario Gregory Scarpa, anch'egli caporegime nella stessa organizzazione mafiosa, ha avuto un ruolo di rilievo all'interno della famiglia.ù
Negli anni '90, è stato condannato a 40 anni di carcere per associazione a delinquere di stampo mafioso. Durante la sua detenzione, ha collaborato con le autorità fornendo informazioni su tattiche terroristiche e possibili attentati pianificati da Ramzi Yusuf. A causa delle sue gravi condizioni di salute e di una malattia terminale, Scarpa Jr. ha ottenuto la scarcerazione anticipata.

## Biografia
Gregory Scarpa Jr. è nato il 4 agosto 1951 a Brooklyn, New York, da Connie Forrest e Gregory Scarpa, quest’ultimo caporegime e sicario della famiglia mafiosa Colombo. Seguendo le orme del padre, anche Scarpa Jr. ha intrapreso una carriera criminale all'interno dell'organizzazione.
Le autorità federali ritengono sia responsabile dell’omicidio di alcuni suoi associati: Robert DiLeonardi nel 1981, Anthony Frezza nel 1985 e Joseph DeDomenico nel 1987. Inoltre, sarebbe stato lui a ordinare l’uccisione dell’autista di limousine Alfred Longobardi nel 1981 e a pianificare l’omicidio e la sepoltura del presunto informatore Sal Cardaci davanti ad un negozio a Bensonhurst.
Divenne caporegime della famiglia Colombo dopo che suo padre contrasse l’HIV/AIDS a causa di una trasfusione di sangue infetta nel 1986.

## Informatore per il governo
Scarpa fu arrestato per la prima volta nel 1988 con l’accusa di associazione a delinquere di stampo mafioso e reati legati al traffico di droga. In seguito a queste imputazioni, venne condannato a 20 anni di carcere.

### Ramzi Yousef
Durante la sua detenzione presso il Metropolitan Correctional Center di New York, Gregory Scarpa Jr. condivise la cella con il terrorista Ramzi Yousef, all’epoca sotto processo per essere il principale artefice dell’attentato al World Trade Center del 1993. In quel periodo, Scarpa affermò di aver fornito alle autorità informazioni compromettenti su Yousef. Secondo le dichiarazioni di Scarpa, Yousef gli avrebbe confidato l’intenzione di far esplodere un aereo o di rapire un avvocato statunitense per ottenere l'annullamento del processo del 1996. Scarpa riferì anche che Yousef aveva lasciato intendere di avere l'appoggio di un governo straniero, probabilmente il Qatar, dove risiedeva lo zio materno di Yousef, Khalid Sheikh Mohammed, come ospite di un membro del governo.
Il 31 marzo 1996, Scarpa dichiarò che Yousef aveva spedito un ordigno tramite il servizio postale DHL e coinvolse Abdul Hakim Murad come complice in un piano per far esplodere un altro aereo nei mesi successivi. Aggiunse anche che Yousef avrebbe mandato dei collaboratori dal Regno Unito per fare sopralluoghi durante le Olimpiadi di Atlanta. Tuttavia, nel 1999 i pubblici ministeri definirono le informazioni di Scarpa un "inganno" che non portò a risultati concreti. La giudice Reena Raggi concordò, stabilendo che Scarpa non aveva fornito un’assistenza significativa, ma anzi, aveva cospirato con Yousef per depistare le indagini. Per questo, la corte raddoppiò la sua pena detentiva.

### Terry Nichols
Nel 2005 Scarpa fornì alle autorità una soffiata riguardo a esplosivi e munizioni nascosti nello scantinato della casa di Terry Nichols, un altro detenuto presso l'ADX Florence, condannato in precedenza per il suo coinvolgimento nell’attentato di Oklahoma City. Nonostante l’FBI avesse già ispezionato più volte l’abitazione, il nuovo ritrovamento, secondo quanto dichiarato dal giudice Edward Korman del Tribunale Distrettuale degli Stati Uniti per il Distretto Orientale di New York, rappresentò un motivo di imbarazzo per l'agenzia federale.
Nel dicembre 2015, il giudice Korman decise di ridurre la pena di Scarpa a 30 anni, riconoscendo l’importanza della sua collaborazione nel caso legato all’attentato di Oklahoma City. Tuttavia, la decisione fu annullata dalla Corte d'Appello. I giudici riconobbero che Scarpa aveva effettivamente offerto un contributo rilevante, ma sottolinearono che il governo aveva il diritto di negare la riduzione della pena, in considerazione delle sue precedenti dichiarazioni false nel caso Yousef.

## Rilascio anticipato
Nel novembre 2020, il giudice Korman concesse a Gregory Scarpa Jr. la scarcerazione per motivi di salute. L’ex mafioso stava lottando contro un cancro e i trattamenti subiti lo avevano lasciato senza ghiandole salivari e con un foro nella gola. Dopo il rilascio, aveva in programma di trasferirsi a vivere con sua sorella in Florida.